# 舍恩事件
舍恩事件是一起于2002年揭发的大规模学术论文造假丑闻。事件主角扬·舍恩 (Jan Hendrik Schön) 1970年生于德国费尔登，1997年获康斯坦茨大学物理学博士学位并留校任教，1998年加入贝尔实验室，于贝尔特拉姆·巴特洛格教授指导下做材料学研究，2001年成为正式员工。之后的4年里，他与20多人合作在许多大型国际期刊上发表了超过80篇论文，在《自然》和《科学》上发表的第一作者署名的论文就有17篇。这些论文在当时被认为于分子电路、分子半导体、有机激光、高温超导和纳米科技领域取得突破进展，震动了整个科学界。2001年，他获得了德国最重要的科学奖项之一——奥托·克隆-韦伯银行奖。
舍恩最出名的“成就”是于2001年11月发表的单分子场效应管。他称在两层金电极之间用含硫的有机物在金表面形成了自主装单分子层，该分子层表现出半导体场电效应，并以此制成单分子晶体管和场效应管，实现了电流的控制和增益。该“成果”是分子半导体的重大突破，突破了硅晶体管的尺寸限制，可延续摩尔定律，大幅缩小芯片体积并降低成本，受到广泛的赞赏，并被《科学》杂志评为2001年十大科技进展第一位。随后舍恩又发表了高温超导、有机激光等重大发现，成为学术明星，被认为是下一个诺贝尔奖得主。
然而，其他科学家在重复他的实验时却遭到失败。普林斯顿大学的莉迪亚·索恩发现舍恩的两个实验温度差别很大，但噪声却完全相同。康奈尔大学的保罗·麦克尤恩也发现了类似问题。麦克尤恩于2002年5月向贝尔实验室举报舍恩学术不端。实验室请外界科学家团队进行独立调查，结果舍恩无法提供原始数据。9月24日，调查小组正式发布报告，确认舍恩的论文数据包含造假。11月1日，舍恩等人在《科学》上发表声明撤回8篇论文。之后，他所获奥托·克隆奖被撤销，其博士学位亦被收回。